# ГАЕС Шін-Тойоне
ГАЕС Шін-Тойоне (新豊根発電所) – гідроакумулювальна електростанція в Японії на острові Хонсю. 
Верхній резервуар створили на річці Onyu, лівій притоці Ochise, яка в свою чергу є правою притокою Тенрю (впадає до Тихого океану біля міста Хамамацу). Тут звели бетонну аркову греблю висотою 117 метрів та довжиною 311 метрів, яка потребувала 345 тис м3 матеріалу. Вона утримує водосховище з площею поверхні 1,56 км2, об’ємом 53,5 млн м3 (корисний об’єм 40,4 млн м3) та припустимим коливанням рівня між позначками 435 та 474 метра НРМ. 
Як нижній резервуар використали споруджене у середині 1950-х років на Тенрю водосховище ГЕС Сакума I. Його утримує бетонна гравітаційна гребля висотою 150 метрів та довжиною 291 метр, яка потребувала 1120 тис м3 матеріалу. Вона утворила водосховище з площею поверхні 7,2 км2 і об’ємом 326,8 млн м3 (корисний об’єм 205,4 млн м3), в якому припустиме коливання рівня між позначками 260 та 297 метрів НРМ.
Від верхнього резервуару до машинного залу прямують два тунелі: довжиною 1,8 км з діаметром 7,6 метра та 1,9 км з діаметром 9,3 метра. Вони переходять у п’ять напірних водоводів довжиною від 0,32 км до 0,35 км  зі спадаючим діаметром від 5 до 3 метрів. З’єднання із нижнім резервуаром забезпечується за допомогою п’яти тунелів довжиною від 0,24 км та 0,27 км з діаметром 5,4 метра. В системі також працюють два вирівнювальні резервуари, один з яких має висоту 104 метра та діаметр 8 метрів, а інший висоту 103 метра та діаметр 10 метрів.
Основне обладнання станції становлять п’ять оборотних турбін типу Френсіс потужністю по 230 МВт у генераторному та 260 МВт в насосному режимах (номінальна потужність станції рахується як 1125 МВт). Вони використовують напір від 166 до 241 метра та забезпечують підйом на висоту від 184 до 247 метрів. За рік станція виробляє 874 млн кВт-год електроенергії.